# Académie ukrainienne des sciences
Ne doit pas être confondu avec Académie nationale des sciences d'Ukraine.
L'Académie ukrainienne des sciences (Українська академія наук, Oukraïns'ka akaemia naouk, UAN) est une organisation publique qui se positionne comme une association de scientifiques et de travailleurs de la production ukrainiens. Elle a été fondée en 1991. C'est le successeur légal de l'Académie ukrainienne des sciences du progrès national. 
Selon l'académicien de l'Académie nationale des sciences d'Ukraine et président de l' Association astronomique ukrainienne (uk),  Iaroslav Iatskiv (ru) , l'organisation publique « UAN » n'a pas de réalisations scientifiques connues. Selon une expérience menée par la journaliste Irina Kovalenko en février 2017, il est possible d'obtenir le certificat de « membre de l'Académie des sciences ukrainienne » en payant « pour un poste vacant » un montant équivalent à 300 dollars. 